# Pastel de piña
El pastel de piña o ananá (en chino tr., 鳳梨酥; simp., 凤梨酥; P-Y fènɡ lí sū; hokkien, 王梨酥 ông-lâi-so͘) es uno de los dulces más tradicionales y populares de Taiwán. De pequeño tamaño, su exterior es crujiente y apelmazado, y en su interior una mermelada suave de piña, o bien rodajas deshidratadas de piña.

## Historia
La piña se introdujo como producto importante para la economía de Taiwán durante la dominación japonesa, cuando empresas japonesas importaron variedades de piña y establecieron numerosas plantas de procesamiento. Para finales de los años 30, Taiwán era el tercer exportador de piñas del mundo. Posteriormente la producción se reorientó hacia la venta nacional y con el uso de piña fresca, las panaderías locales buscaron utilizar este excedente en pasteles. Aunque históricamente el pastel de piña se consumía como alimento ceremonial, una combinación de promoción gubernamental y globalización lo volvió tan popular, que hoy en día se han convertido en un icono de Taiwán.
Desde 2005, el Ayuntamiento de Taipéi organiza el Festival Cultural del Pastel de Piña (Taipei Pineapple Cake Cultural Festival) para fomentar la industria turística local y la venta de pasteles de piña. En 2013, los ingresos de las panaderías taiwanesas que vendían pasteles de piña estimaron ganancias de NT $ 40 mil millones (US $ 1.2 mil millones), y las ventas de pasteles de piña también han impulsado las economías agrícolas en las zonas rurales del país.

## Simbolismo
En dialecto taiwanés, la palabra para «piña» (王梨 ông-lâi) es similar a una expresión para 'prosperar' (旺來 ōng-lâi), la cual se dice para expresar esperanza de que nazcan muchos niños en la familia. Como resultado, los pasteles de piña a menudo se dan como obsequios de compromiso o simplemente como obsequios de buenos deseos en un contexto cotidiano.[cita requerida] Hoy en día, el pastel de piña se considera un símbolo del propio Taiwán.

## Variantes
Diversas panaderías han creado variaciones modernas del tradicional pastel de piña. Algunos relleno alternativos incluyen yemas de huevo, así como Arándanos rojos, fresas, y otras frutas secas.
Algunas recetas agregan melón de invierno en la mermelada de relleno. Esta práctica fue inicialmente un esfuerzo para hacer que el relleno de tarta de piña fuera más apetecible.[cita requerida] Sin embargo, hoy en día, esto puede verse como un indicador de calidad inferior.
El Festival Cultural del Pastel de Piña suele incluir concurso en el que las panaderías compiten para crear pasteles de piña que incorporan ingredientes no convencionales, como arroz o té taiwanés.